# Eurygastrinae
Eurygastrinae – podrodzina pluskwiaków różnoskrzydłych z nadrodziny tarczówek i rodziny żółwinkowatych. 
Pluskwiaki te osiągają przeciętne rozmiary. Wierzch ich ciała jest gładki i punktowany. Czułki są zbudowane z 5 członów. Tarczka jest niezbyt silnie wypukła, sięga do wierzchołka odwłoka i ma zwykle równoległe boki, na niemal całej długości odsłaniające boczne części półpokryw i listewki brzeżnej odwłoka. Tylna para skrzydeł ma dobrze wykształconą żyłkę interwannalną, natomiast pozbawiona jest żyłki antewannalnej. Na brzusznej powierzchni odwłoka nie występują rowkowane pólka.
Przedstawiciele tej podrodziny zasiedlają głównie Stary Świat. Wyjątkiem jest rodzaj żółwinek, który oprócz Palearktyki występuje też w krainie nearktycznej.
Takson ten wprowadzili w 1843 roku Charles Jean-Baptiste Amyot i Jean Guillaume Audinet-Serville. Jego podział na plemiona i rodzaje przedstawia się następująco:
- plemię: Eurygastrini Amyot & Audinet-Serville, 1843
  - Eurygaster Laporte, 1833 – żółwinek
  - Polyphyma Jakovlev, 1877
- plemię: Psacastini Mulsant & Rey, 1865
  - Ceratocranum Reuter, 1890
  - Periphima Jakovlev, 1889
  - Periphymopsis Schouteden, 1904
  - Promecocoris Puton, 1886
  - Psacasta Germar, 1839
  - Xerobia Stål, 1873
- plemię: incertae sedis
  - Chrysophara Stål, 1873

W zapisie kopalnym znane są od oligocenu, z którego to pochodzą skamieniałości Eurygaster granulosus.